# Zážehový motor

Čtyřdobý spalovací motor
1. Sání
2. Komprese
3. Expanze
4. Výfuk

Zážehový motor je spalovací motor, u něhož je směs paliva a vzduchu ve válci zapálena (zažehnuta) elektrickou jiskrou, kterou obvykle vytvoří zapalovací svíčka. Tím se liší od vznětového motoru, kde dochází k samovznícení vstříknutého paliva samotnou teplotou stlačeného vzduchu.
Zážehové motory pracují s nižším kompresním tlakem. Obvyklý je kompresní poměr v rozmezí 9:1 až 12:1 – oproti vznětovému, kde je kompresní poměr asi 14:1 až 20:1. Nejvyšší točivý moment a výkon leží ve vyšších otáčkách. Chod čtyř- a víceválcových zážehových motorů je, v porovnání zejména se staršími motory vznětovými, tichý a pravidelný. Pro správnou funkci zážehových spalovacích motorů je důležitá odolnost paliva proti samovznícení, kterou udává oktanové číslo. Oproti vznětovému motoru má však motor zážehový nižší účinnost a tedy pro stejný výkon má vyšší spotřebu.

## Obvyklá paliva
U zážehového motoru se jako palivo v drtivé většině používá benzín. Konstrukcí a regulací daného motoru je dáno též minimální oktanové číslo paliva, se kterým lze motor provozovat bez vzniku předčasných škod.

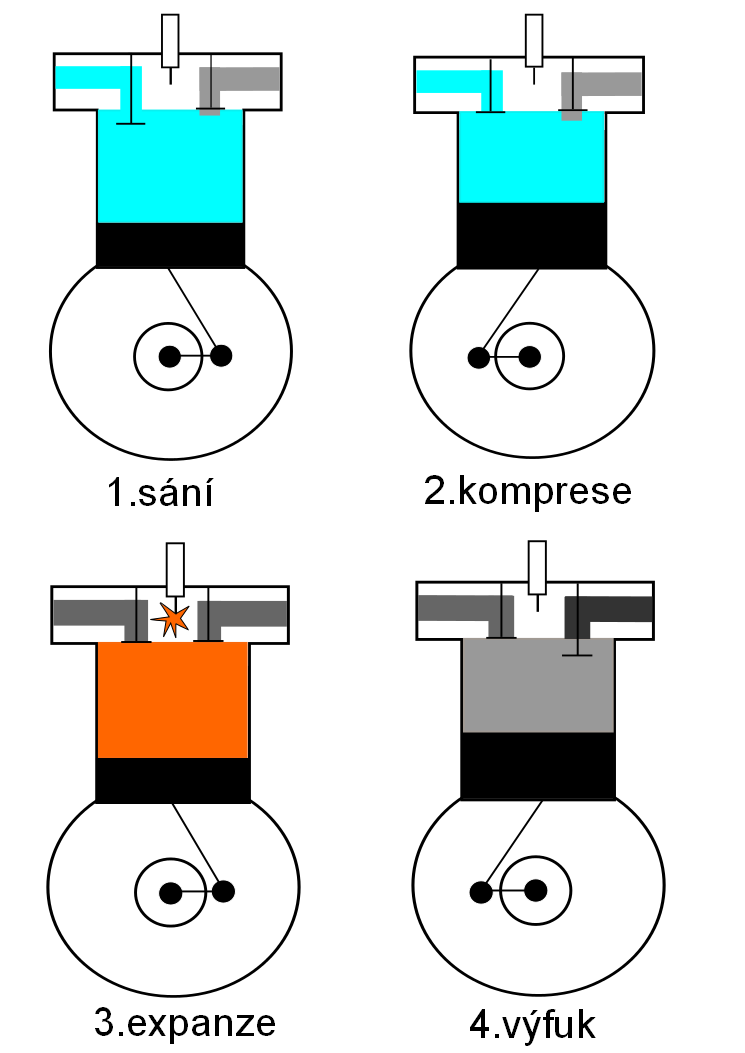
Zážehový motor

Zážehové motory (po přestavbě i ty konstruované na benzín jako palivo) lze provozovat též na methan (zemní plyn), propan-butan, alkohol, dřevoplyn a podobná paliva. Výhodou některých těchto paliv je jejich nižší cena (daná zpravidla nižším zdaněním), případně vyšší oktanové číslo. Díky vyššímu oktanovému číslu lze použít vyšší kompresní poměr, aniž by došlo k nežádoucímu samovznícení směsi („klepání ventilů“). Vyšší kompresní poměr pak umožňuje dosáhnout vyšší účinnosti stroje.

## Typy zážehových motorů
- Čtyřdobý spalovací motor
- Čtyřdobý zážehový motor
- Dvoudobý zážehový motor
- Dvoudobý spalovací motor
- Wankelův motor